# Marcel Schirmer
Marcel Schirmer, noto semplicemente come Schmier (Friburgo in Brisgovia, 22 dicembre 1966), è un cantante e bassista tedesco, fondatore e principale compositore della band thrash metal Destruction.

## Biografia
Nel 1982 fonda il gruppo Knight of Demon assieme al chitarrista Mike Sifringer, al batterista Tommy Sandmann e al cantante Ulf, per poi passare subito al nome Destruction. Dopo l'abbandono di Sandmann e Ulf divenne il leader della band, stabilendone subito lo stile musicale: inizialmente ispirato da gruppi come gli Iron Maiden, dopo poco tempo decise di orientarsi su uno stile più influenzato da gruppi come i Venom. In breve i Destruction divennero una delle band più apprezzate nel circuito thrash metal tedesco grazie al loro sound violentissimo e brutale, evidente soprattutto negli album di debutto Infernal Overkill e Eternal Devastation che ebbero un rapido successo, tale da inserire i Destruction nella triade teutonica del thrash metal al fianco dei Kreator e dei Sodom. Nel corso della sua carriera ha fondato un'altra band, gli Headhunter, nel 1989, tendente a spostarsi verso il genere power metal. La realizzazione di questo nuovo progetto costrinse Schmier ad allontanarsi dai Destruction, riunendosi con essi solo dieci anni più tardi, nel 1999. Inoltre ha lavorato, insieme ai bassisti Tom Angelripper, Markus Großkopf e Peter Wagner al side project Bassinvaders, caratterizzato da brani composti esclusivamente con i bassi elettrici.

## Discografia

### Con gli Headhunter
- 1990 – Parody of Life
- 1992 – A Bizarre Gardening Accident
- 1994 – Rebirth
- 2008 – Parasite of Society